# Utilities Master Data message
Utilities Master Data message (UTILMD) ist ein elektronisches Nachrichtenformat der UN/CEFACT, das auf dem Standard EDIFACT beruht. In der EDIFACT-Sprache ist UTILMD ein offizieller Nachrichtentyp, der für einen präziseren und einfacheren Nachrichtenaustausch von Stammdaten in der Energiewirtschaft spezielle Definitionen beinhaltet.

## Deutsche Energiewirtschaft
In der deutschen Energiewirtschaft wird UTILMD zum Austausch von Stammdaten wie z. B. Verträgen und Meldepunkten zwischen verschiedenen Akteuren im deutschen Energiemarkt genutzt. Der damalige Verband der Elektrizitätswirtschaft (VDEW) entwickelte eine spezielle Ausprägung für UTILMD, welches auch VDEW-Subset bezeichnet wird. Dieses Subset ist zum internationalen UN/CEFACT kompatibel, da im Vergleich zu diesem nur nationale Einschränkungen definiert wurden. Der VDEW ist 2007 im Bundesverband der Energie- und Wasserwirtschaft (BDEW) aufgegangen und entsprechend spricht man seit dem vom BDEW-Subset.
Seit April 2020 ist die Verwendung von UTILMD 5.2a in der deutschen Energiewirtschaft durch den Beschluss BK6-06-009 von der Bundesnetzagentur Pflicht im Rahmen der Geschäftsprozesse zur Kundenbelieferung mit Elektrizität (GPKE). Die Bundesnetzagentur ermöglicht damit einen diskriminierungsfreien Marktzugang für alle Lieferanten, weil der Lieferant damit die Anpassung an die individuellen Nachrichtenformate des Netzbetreibers einsparen kann.

Versionshistorie UTILMD MIG (Message Implementation Guide, Nachrichtenbeschreibung):
| Version     | Verpflichtend seit |
| ----------- | ------------------ |
| UTILMD 4.0a | 01.08.2007         |
| UTILMD 4.0b | 01.04.2008         |
| UTILMD 4.1a | 01.08.2008         |
| UTILMD 4.2  | 01.04.2009         |
| UTILMD 4.2a | 01.04.2010         |
| UTILMD 4.2b | 01.10.2010         |
| UTILMD 4.3  | 01.04.2011         |
| UTILMD 4.4  | 01.10.2011         |
| UTILMD 4.4a | 01.04.2012         |
| UTILMD 4.5  | 01.10.2012         |
| UTILMD 5.0  | 01.04.2013         |
| UTILMD 5.1  | 01.10.2013         |
| UTILMD 5.1a | 01.04.2014         |
| UTILMD 5.1b | 01.10.2014         |
| UTILMD 5.1c | 01.04.2015         |
| UTILMD 5.1d | 01.10.2015         |
| UTILMD 5.1e | 01.04.2016         |
| UTILMD 5.1f | 01.10.2016         |
| UTILMD 5.1g | 01.10.2017         |
| UTILMD 5.1h | 01.04.2019         |
| UTILMD 5.2  | 01.12.2019         |
| UTILMD 5.2a | 01.04.2020         |

Zusätzlich zur Nachrichtenbeschreibung werden Anwendungshandbücher (AHB) zur Verwendung des Formats in den verschiedenen Prozessen gepflegt:
- UTILMD AHB Einspeiser
- UTILMD AHB GPKE / GeLi Gas
- UTILMD AHB MaBiS
- UTILMD AHB Netzbetreiberwechsel
- UTILMD AHB Stammdatenänderung
- UTILMD AHB WiM

Außerdem sind zur Implementierung und Verwendung die folgenden formatübergreifenden Dokumente in der jeweils gültigen Version zu berücksichtigen:
- Allgemeine Festlegungen
- Anwendungsübersicht der Prüfidentifikatoren
- Entscheidungsbaum-Diagramme
- Regelungen zum Übertragungsweg

Und weiterhin die folgenden Codelisten:
- Codeliste der europäischen Ländercodes
- Codeliste der OBIS-Kennzahlen
- Codeliste der Standardlastprofile nach TU München-Verfahren
- Codeliste der Statuszusatzinformation
- Codeliste der Temperaturanbieter
- Codeliste der Zeitreihentypen